# Pleurotomella sandersoni
Pleurotomella sandersoni é uma espécie de gastrópode do gênero Pleurotomella, pertencente a família Raphitomidae.